# メディア所有権の集中

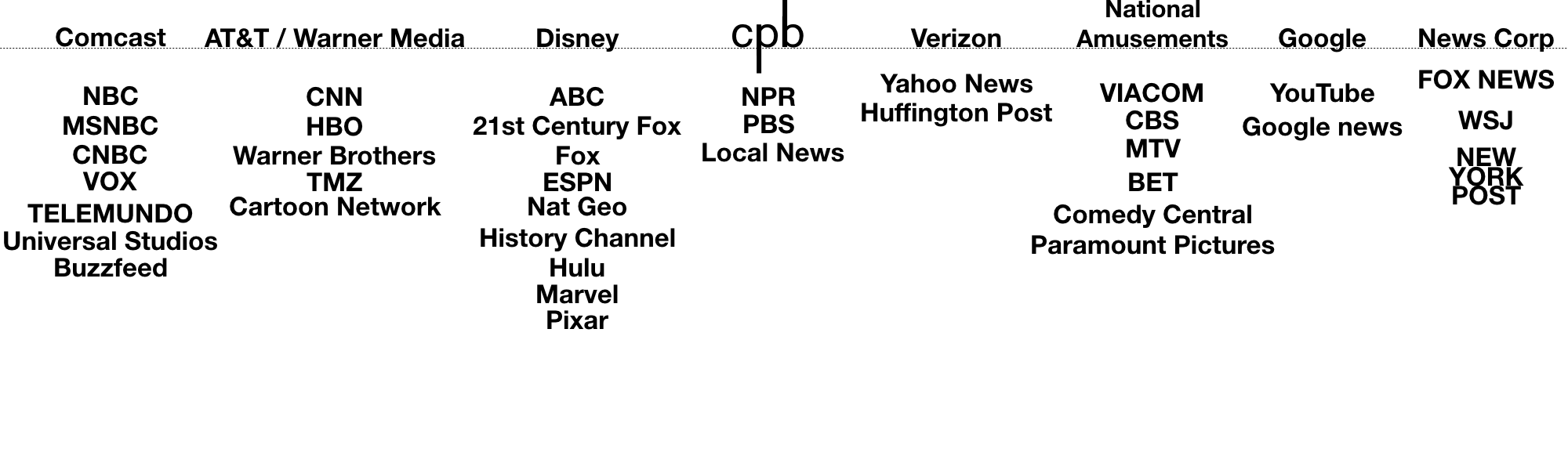
2019年のアメリカ合衆国におけるマスメディアグループの所有権を示すメディアグラフィック

メディア所有権の集中（メディアのしょゆうけんのしゅうちゅう、英: Concentration of media ownership）とは、マスメディアの株式を支配する個人または組織の数が減少するプロセスである。
メディア統合（media consolidation）またはメディア融合（media convergence）とも呼ばれる。

## 解説
現代の研究では、メディア統合はレベルが上昇していることが示されており、多くのメディア産業はすでに高度に集中しており、少数の企業が市場の大部分を所有している。
世界的な大手メディア・コングロマリットには、ベルテルスマン、ナショナル・アミューズメンツ（パラマウント・グローバル）、ソニーグループ、ニューズ・コープ、コムキャスト、ウォルト・ディズニー・カンパニー、ワーナー・ブラザース・ディスカバリー、フォックス・コーポレーション、ハースト・コミュニケーションズ、Amazon.com（Amazonスタジオ）、グルーポ・グローボ（南米）、ラガルデールなどがある。
2022年現在、収益の観点から最大のメディアコングロマリットは、コムキャスト、ウォルト・ディズニー・カンパニー、ワーナー・ブラザース・ディスカバリー、パラマウント・グローバルである。

## 合併
メディア合併は、あるマスメディア企業が別のメディア企業を買収したときに発生する。2008年、ジョセフ・ストローバー、ロバート・ラローズ、ルシンダ・ダベンポートは、アメリカ合衆国における企業メディアの所有権の状況を寡占として説明した。

### メディアの健全性に対するリスク
メディア市場の所有権が集中すると、メディアの健全性が危険にさらされると考える人もいる。メディアの健全性とは、メディア機関が公益と民主主義のプロセスに奉仕し、メディアシステム内の制度的汚職、影響力の経済、相反する依存関係、政治的クライアンテリズムに対して強靭であることを指す。

### ネットワーク中立性の撤廃
メディア合併が起こると、ネットワーク中立性も危険にさらされる。ネットワーク中立性には、インターネット上のコンテンツに対する制限の欠如が含まれるが、大企業がキャンペーンを資金的に支援すると、政治的問題に影響力を持つ傾向があり、それがメディアに反映される可能性がある。インターネットの利用や電波を支配するこれらの大企業は、利用可能なコンテンツを自らの政治的立場から偏ったものにしたり、相反する政治的見解の使用を制限したりすることで、ネットワーク中立性を排除する可能性がある。

## 問題点
メディア所有権の集中は、現代のメディアと社会の問題としてよく捉えられている。

### 報道の自由と編集の独立性
ヨハネス・フォン・ドナニーは、欧州安全保障協力機構(OSCE)のメディアの自由に関する代表事務所が2003年に発表した報告書の中で、国内外の投資家によるものであれ、メディア間の市場集中は「注意深く監視されるべき」だと主張した。なぜなら、「水平方向の集中はメディアの多元性と多様性に危険をもたらす可能性があり、垂直方向の集中は新規競争者の参入障壁になる可能性がある」からである。フォン・ドナニーは、「自由で独立した印刷メディアを保護し、立憲民主主義の礎石の一つとしての専門的ジャーナリズムを守るため」、編集の独立性の基準、専門的ジャーナリストのための労働保護の改善、集中プロセス、メディアの多元性、コンテンツの多様性、ジャーナリストの自由に関するすべての法律と規制の実施と遵守を監視する独立した機関が必要だと論じている。

### 規制緩和
ロバート・W・マクチェスニーは、メディア所有権の集中は、市場主導のアプローチであるネオリベラルな規制緩和政策へのシフトが原因であると主張している。規制緩和は、メディアの商業的な利用を可能にするために、政府の障壁を効果的に取り除く。メディア企業が合併する動機には、利益率の向上、リスクの軽減、競争力の維持などがある。これとは対照的に、規制緩和を支持する人々は、文化的な貿易障壁と規制は消費者に害を与え、補助金の形での国内支援は各国が独自の強力なメディア企業を発展させることを妨げると主張してきた。国境を開放することは、保護貿易的な規制を維持するよりも各国にとって有益である。
メディア規制緩和とその結果としての所有権の集中に批判的な人々は、そのような傾向が情報の多様性を減らすだけでなく、情報提供者の公衆に対する説明責任を減らすことにもつながると恐れている。批判者は、統合の最終的な結果は、メディア寡占企業の増大する利害を害さない情報だけを提供する限られたメディア選択肢に制限された、十分な情報を得られない公衆だと主張する。
これらの批判者にとって、メディアの規制緩和は危険な傾向であり、メディア所有権の集中を促進し、その結果、主要なメディアチャンネルを通じて伝達される情報の全体的な質と多様性を低下させる。メディア所有権の集中は、幅広い批判的思考に影響を与える企業検閲につながる可能性がある。

## メディアの多元性
メディア所有権の集中は、一般的にメディアの多元性を低下させる重要な側面の1つとみなされている。メディア市場の集中度が高いと、政治的、文化的、社会的な観点の多様性が減少する可能性が高くなる。 メディアの所有権はメディアの多元性を評価する上での主な関心事の1つだが、メディアの多元性の概念はより広範で、合併管理規則から編集の自由、公共放送サービスの地位、ジャーナリストの労働条件、メディアと政治の関係、地域社会の代表性、マイノリティの声の包含に至るまで、多くの側面に触れている。また、支配的な権力の不当な影響を受けることなく、公共の場で多様な意見を形成できるよう、多様な情報源への市民のアクセスを保証するあらゆる措置を含んでいる。
さらに、メディアの多元性には二重の次元、すなわち内部と外部がある。内部の多元性は、特定のメディア組織内の多元性に関係する。この点で、多くの国では、少数派グループの見解や意見を含め、さまざまな見解や意見を説明するよう公共放送サービスに求めている。一方、外部の多元性は、例えば特定の国で運営されているメディアの数という点で、全体的なメディアの状況に適用される。
所有者がジャーナリストの独立性や編集方針に干渉する場合、メディアの所有権は多元性に深刻な課題を突きつける可能性がある。しかし、自由市場経済では、所有者は市場で競争力を維持するために自社の戦略を決定する能力を持たなければならない。また、多元性は中立性や意見の欠如を意味するものではない。編集方針を持つことは、その方針がスタッフと視聴者の両方に透明で明示的であれば、編集者の役割の不可欠な部分だからだ。

### メディアの多元性の決定要因

#### 市場の規模と富
「自由市場経済では、メディア提供に利用可能な資源の水準は、主にその経済の規模と富、住民のメディア消費性向によって制約される」[Gillian Doyle; 2002:15]。イギリス、フランス、スペインのように比較的大きな市場を持つ国は、多様な成果を支えるための財政的な背景を多く持ち、より多くのメディア企業を市場に留めておく能力がある（利益を得るためにそこにいるのだから）。多様な成果と細分化された所有権は多元性を支える。対照的に、アイルランドやハンガリーのような小さな市場は、大きな市場を持つ国に見られるような多様な成果が欠如している。つまり、「直接支払いによるメディアへの支持」と「消費者支出の水準」、さらには「広告支援の利用可能性」[Gillian Doyle; 2002:15]は、視聴者数が少ないため、これらの国では少ない。全体として、市場の規模と富がメディアの成果とメディアの所有権の両方の多様性を決定する。

#### 資源の統合
コスト機能とコストシェアリングの統合。コストシェアリングは、単一メディアおよびクロスメディアにおける一般的な慣行である。例えば、「複数の製品を扱うテレビやラジオの放送局では、共同所有下にある異なるサービス間の均一性が高いほど（または『異なる』局間で共有できる番組編成内の要素が多いほど）、経済性を享受する機会が大きくなる」。ただし、多元性の主な懸念は、異なる所有者の下にある異なる組織が、同じニュース供給機関から同じニュース記事を購入する可能性があることである。英国では、最大のニュース供給会社はThe Press Association（PA）である。PAのウェブサイトから引用すると、「The Press Associationは、すべての全国紙と地方紙、主要な放送局、オンライン出版社、幅広い商業組織にサービスを提供しています」とある。全体として、すべての異なるメディア組織が同じ情報源から記事を集めるシステムでは、そのシステムを本当に多元的と呼ぶことはできない。そこで成果の多様性が重要になる。

### メディア所有権の多元性

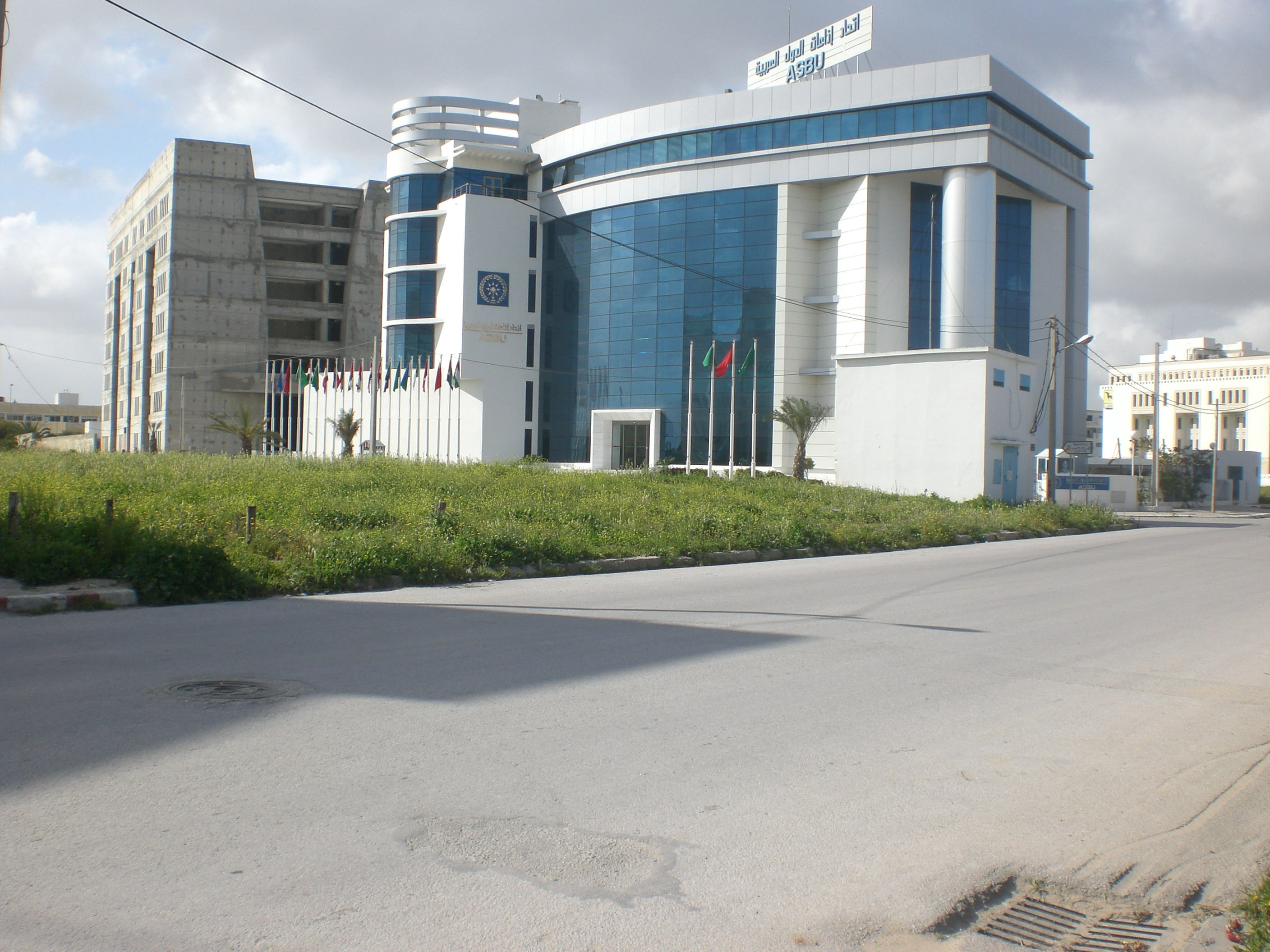
チュニスにあるアラブ諸国放送連合のビル

2012年以降、メディアの民営化と、メディアコンテンツに対する国家の支配の緩和が続いている。アラブ世界では、アラブ諸国放送連合（ASBU）によると、アラブおよび国際人工衛星経由で放送しているテレビ局は1,230局あり、そのうち133局が国有、1,097局が民間だった。ASBUの報告書によると、これらの数字は、国営チャンネルの割合の低下と、アラブ地域をターゲットにした国内の民間局および外国の公共局の増加を示す証拠だという。メディア部門全体に対する政府の直接的な所有権の縮小は一般的にプラスの傾向として捉えられているが、これと並行して宗派的なアジェンダを持つメディアが増加している。
アフリカでは、一部の民間メディアは政府や個々の政治家と密接な関係を維持しているが、政治的に中立な個人が所有するメディア企業は、しばしば国家機関による広告ボイコットに直面し、生き残りに苦労している。ほぼすべての地域で、公共放送のモデルが資金不足に陥っている。ヨーロッパの西部、中部、東部では、2012年以降、公共放送に向けられる資金が停滞または減少している。
過去5年間で、メディアと他の業界の境界線をどこに引くかについて新たな疑問を呼び起こした新しいタイプのクロスオーナーシップが登場した。注目すべきケースは、オンライン小売業者Amazon.comの創業者による『ワシントン・ポスト』の買収である。当初、この動きは新聞の独立性に懸念を呼び起こしたが、同紙はオンラインメディアと印刷メディアで大幅に地位を向上させ、重要な革新をもたらした。
コミュニティ中心のメディア所有モデルは、特に人里離れた農村部や恵まれない地域で、主にラジオに関して生き残っている。このモデルでは、非営利のメディアが、それらが奉仕するコミュニティによって運営・管理されている。

## 特定の国における状況

### アルメニア
アルメニアのメディアは多種多様であり、集中を禁止する法律も存在する。しかし、法律は迂回され、集中の問題がある。アナログ放送からデジタル放送への移行は、特にメディアの多元主義にダメージを与えた。

### オーストラリア
オーストラリアにおけるメディア所有権の規制は、1992年放送サービス法に定められており、オーストラリア通信メディア庁（ACMA）が管理している。法律があるにもかかわらず、オーストラリアはメディア所有権の集中度が高い。全国紙と各州都の新聞の所有権は、ルパート・マードックのニューズ・コープ・オーストラリア（アデレードでニューズ・リミテッドとして設立）とナイン・エンターテインメントの2つの企業が支配している。この2社はセブン・ウェスト・メディアと共同でオーストラリア・アソシエーテッド・プレスを所有しており、ニュースを配信し、オーストラリア放送協会などの他のメディアに販売している。日常的な主要ニュースの多くはオーストラリア・アソシエーテッド・プレスから得られているが、民間所有のメディアはすべて、独占的なポップカルチャーニュースをめぐって競い合っている。 地方のメディアは、すべての州と準州に大きな持ち分を持つオーストラリア・コミュニティ・メディアが支配している。 デイリー・メール・アンド・ジェネラル・トラストは、オーストラリアの大都市圏と地方でDMGラジオ・オーストラリアの商業ラジオネットワークを運営している。1996年に設立されて以来、同国最大のラジオメディア企業の1つになった。同社は現在、ニューサウスウェールズ州、ビクトリア州、南オーストラリア州、クイーンズランド州、西オーストラリア州で60以上のラジオ局を所有している。
オーストラリアのメディアの外国所有権に関する規則があり、これらの規則は以前のハワード政権によって緩和された。
メディア・ウォッチは、政府が管理する2つのチャンネルの1つであるオーストラリア放送協会（ABC）でテレビ放送されている独立したメディア監視団体で、もう1つはスペシャル・ブロードキャスティング・サービス（SBS）である。
2011年末、メディア規制に関するフィンケルスタイン調査が開始され、2012年初頭に連邦政府に調査結果を報告した。

### ニュージーランド
インディペンデント・ニュースペーパーズ・リミテッド（INL）は、かつてウェリントンを拠点とする新聞『ザ・ドミニオン』と『ジ・イブニング・ポスト』を発行していたほか、1997年には有料テレビ放送局のスカイ・メディア・リミテッドの大株主となった。この2紙は2002年に統合され『ドミニオン・ポスト』となり、2003年に印刷メディア部門全体をフェアファックス・ニュージーランドに売却した。INLの残りの部分は2005年にスカイ・メディア・リミテッドと正式に合併し、スカイ・ネットワーク・テレビジョン・リミテッドを形成した。
INLが1991年に『オークランド・スター』の発行を中止したとき、『ニュージーランド・ヘラルド』はオークランド地域で唯一の日刊紙となった。以前はウィルソン＆ホートン家が私的に所有していた『ニュージーランド・ヘラルド』と『ニュージーランド・リスナー』は、1996年にAPNニュース&メディアに売却された。長年続いたニュース配信代理店のNZPAは、2011年に閉鎖すると発表し、業務はAPNのAPNZ、フェアファックスのFNZN、オーストラリアの親会社が所有するAAPのNZNの3つの別個の代理店に引き継がれることになった。2014年、APNのニュージーランド部門は、ラジオ部門のThe Radio Networkとの融合を反映するため、正式に社名をNZMEに変更した。2015年初め現在、フェアファックス・ニュージーランドとNZMEは、ニュージーランドの新聞や雑誌でほぼ二社独占状態にある。2016年5月、NZMEとフェアファックス・ニュージーランドは、商務委員会の承認待ちで合併交渉を発表した。合併は2018年に、「デメリットがメリットを明らかに上回り、しかもわずかな差ではない」と判断した控訴裁判所の判決を受けて中止された。
商業ラジオ局は、主にメディアワークス・ニュージーランドとNZMEに分かれている。メディアワークスのテレビ部門には、TV3とC4（現在のジ・エッジTV）があり、2020年にディスカバリー・ネットワークスに買収された。テレビジョン・ニュージーランドは100％国有だが、より公共放送的な役割に向かわせようとする以前の試みにもかかわらず、1980年代後半からほぼ完全に商業ベースで運営されてきた。主要な公共サービス局であるTVNZ7は、資金の更新がなかったため2012年に放送を中止し、若者向けのTVNZ6は短命の商業局TVNZ Uとしてリブランドされた。さらに、現在は廃止されたTVNZチャンネルのKidzoneとTVNZ Heartlandは、Freeviewプラットフォームではなく、スカイ・ネットワーク・テレビジョンでのみ利用可能だった。
スカイ・ネットワーク・テレビジョンは、最大のライバルであるサターン・コミュニケーションズ（後にテルストラクリアの一部となり、現在はボーダフォン・ニュージーランド）が2002年にスカイのコンテンツの卸売りを開始して以来、ニュージーランドのペイテレビで事実上の独占状態にある。しかし、2011年、テルストラクリアのCEOであるアラン・フリースは、スカイがテルストラクリアにスカイ以外のコンテンツの購入を許可しない限り、スカイとの卸売契約を見直すと警告した。

### カナダ
カナダは、G8諸国の中で最も集中したテレビ所有権を持ち、テレビ視聴者の集中度ではフランスに次いで2位である。
カナダの放送・通信は、市民、産業、利益団体、政府のニーズと利益に奉仕することを目的とした独立の統治機関であるカナダ・ラジオテレビ通信委員会（CRTC）によって規制されている。CRTCは新聞や雑誌を規制していない。
比較的少数のコミュニティ放送局を除き、カナダのメディアは主にベル・カナダ、ショー家（コーラス・エンターテイメントとショー・コミュニケーションズを通じて）、ロジャーズ・コミュニケーションズ、ケベコール、政府所有のCBC/ラジオ・カナダなど、少数のグループによって所有されている。これらの企業はそれぞれ、テレビ、専門テレビ、ラジオ事業の多様な組み合わせを保有している。ベル、ロジャーズ、ショー、ケベコールは、インターネットプロバイダー、テレビプロバイダー、携帯電話会社の所有を通じて通信業界にも関与しており、ロジャーズは出版業にも関与している。
2007年、CTVグローブメディア、ロジャース・メディア、ケベコールはそれぞれCHUMリミテッド、シティーTV、オスプレイ・メディアを買収し、大幅に拡大した。2010年、破産申請したキャンウェスト・グローバル・コミュニケーションズは、テレビ資産をショー（新子会社のショー・メディアを通じて）に売却し、新聞部門を『ナショナル・ポスト』のCEOであるポール・ゴッドフリーが創設した新会社ポストメディア・ネットワークに分離した。同年後半、ベルもCTVグローブメディアの残りの株式を取得すると発表した（CTVグローブメディアは2001年の設立時はベルが過半数を所有していたが、その後の数年でベルは株式を減らしていた）。これにより、ベル・メディアが誕生した。
1990年から2005年の間に、カナダでは多くのメディア企業の合併・買収があった。例えば、1990年には日刊紙の17.3％が独立系だったのに対し、2005年には1％だった。こうした変化などから、上院の運輸通信常任委員会は2003年3月、カナダの報道機関に関する調査を開始した。（この問題は、デイビー委員会（1970年）とケント委員会（1981年）の2回にわたって検討されたが、いずれも有意義な形で実施されることはなかった）。
上院委員会の最終報告書は2006年6月に公表され、カナダのニュースメディアの所有権の現状が及ぼす影響について懸念が示された。具体的には、委員会は以下のような傾向について懸念を示した。メディア所有権の集中によるニュースの多様性の制限とニュースの質の低下の可能性、メディア所有権の集中を阻止するためのCRTCと競争局の非効率性、CBCへの連邦政府の資金不足と放送局の不確かな使命と役割、ジャーナリストの雇用基準の低下（雇用の安定性の低下、ジャーナリストの自由の低下、知的財産に対する新たな契約上の脅威を含む）、カナダの研修・研究機関の不足、印刷メディアに対する連邦政府の支援の難しさ、インターネットベースのニュースメディアへの資金提供の不在。
上院報告書は、アーヴィングの事業帝国がすべての英語の日刊紙とほとんどの週刊紙を所有しているニューブランズウィック州における所有権の集中について特に懸念を表明した。報告書の執筆者であるジョーン・フレイザー上院議員は、「ニューブランズウィック州のような状況は、先進国のどこにも見当たらなかった」と述べている。
報告書では、特定の基準を満たした場合に自動的にメディア合併の審査を行う法律の改正や、放送システムへのアクセスを促進し、これらのサービスを通じてニュースと情報番組の多様性を確保するためのCRTC規制の改正など、40の勧告と10の提案（連邦政府の管轄外の分野に対する）が示された。
所有権の集中とそれが民主主義に及ぼす影響に関する公的調査。カナダの規制の枠組みは、カナダ文化の保護と強化（規制、助成金、CBCの運営を通じて）を義務付けている。1990年代には、新自由主義の覇権、経済成長における商品化された情報技術の役割、カナダ文化の民間部門の「チャンピオン」へのコミットメントによって、メディア・ニュースを商業的企業として受け入れる傾向が高まった。

### ブラジル
ブラジルでは、メディア所有権の集中は非常に早い段階で表れたようである。ヴェニシオ・A・デ・リマ博士は2003年に次のように指摘している。
ブラジルでは、集中を非常に促進する環境がある。セクター別の法律は、所有の集中を制限または管理する直接的な規定を含めなかったため、立法者の明確な意図により、臆病なものとなっている。ちなみに、これはフランス、イタリア、イギリスなどの国が、技術的収束の新しいシナリオにおける多元性と多様性を懸念しているのとは逆の方向に向かっている。—ロバト, フォーリャ・デ・サンパウロ紙, 10/14/2001
リマは、特に放送において、メディアの集中を容易にする他の要因を指摘している。同一の経済グループが複数の放送組織に資本参加することを制限する法的規範の欠如、放送免許の再販期間が短い（5年）ため大手メディアグループが独立局を買収して集中を図りやすいこと、全国的な放送ネットワークの形成に制限がないことなどである。彼は、水平型、垂直型、クロス型、「クロス型」集中（ブラジル独特のもの）の例を挙げている。
- 水平型集中：ある分野や産業内での寡占や独占。（有料か無料かを問わず）テレビがブラジルの典型的なモデルである。2002年、ケーブルテレビネットワークのSkyとNETがブラジル市場の61％を占めていた。同年、広告予算全体の58.37％がテレビに投資され、そのうちヘジ・グローボとその系列局（英語版）が78％を占めた[38]。
- 垂直型集中：生産と流通の各段階の統合で、独立プロデューサーの仕事を排除する。ブラジルでは、アメリカと異なり、テレビネットワークが番組のほとんどを自社で制作・宣伝・販売・配給することが一般的である。ヘジ・グローボは、数十カ国に輸出されているテレノベラで知られ、俳優、脚本家、制作スタッフ全員を常時契約している。最終製品は、Globo Organizationsが所有する新聞、雑誌、ラジオ局、ウェブサイトのネットワークで放送される[39]。
- クロスオーナーシップ：同一グループによる異なる種類のメディア（TV、新聞、雑誌など）の所有。当初、ラジオ、テレビ、印刷メディアで起こり、特に"アソシエイテッド・デイリーズ（英語版）"のグループが注目された。その後、RBSグループ（英語版）（ヘジ・グローボの系列局）が、リオグランデ・ド・スル州とサンタカタリーナ州の市場で事業を展開した。ラジオ局とテレビ局、主要な地元紙を所有するだけでなく、2つのインターネットポータルも持っている。そのコメンテーターの意見は、グループが提唱する観点を広めるのが非常に容易なマルチメディアシステムによって複製される[40][41]。
- 「クロス型」独占：クロスオーナーシップの特異性を地方レベルで再現。1990年代初頭に行われた調査では、ブラジルの26州のうち18州でこの特異性が検出された[42]。視聴率の高いテレビチャンネルが存在し、多くの場合ヘジ・グローボと関連しており、2つの日刊紙が存在し、そのうち発行部数の多い方が主要なテレビチャンネルとラジオ局のネットワークと関連していて、ほとんどの場合、オ・グローボ（英語版）紙の記事と論調を再現していることが特徴である[43]。2002年に行われた別の調査（有料テレビは含まず）では、ブラジルの主要13市場で「クロス型」独占の存在が確認された[44]。

ユネスコのブラジリア事務所は、政治的・社会的分野で1988年のブラジル憲法が生み出した期待にもはや応えられない時代遅れの電気通信法（1962年）の存在と、メディアを管理する独立規制機関を設立するブラジル政府の能力のなさを懸念している。この方向での試みは、主要メディアによって、ラテンアメリカ大陸全体の政治的左派の傾向である言論の自由への攻撃と指摘されている。

### ヨーロッパ

#### 欧州評議会と欧州連合
1980年代以降、メディアの所有権の規制とメディアの所有権集中を規制する原則を採用することについて、ヨーロッパレベルで大きな議論が展開されてきた。欧州評議会（CoE）と欧州連合（EU）の両方が、集中の問題を含む、独自の包括的なメディア政策を策定しようと試みてきた。しかし、両機関は、ヨーロッパ共通のメディア集中規制の必要性を何度も表明してきたものの、集中を制限するよりもメディアの多様性と多元性を強化することに重点を置いていた。しかし、欧州連合は環境保護、消費者保護、人権のための共通の規制を実施しているが、メディアの多元性についてはない。
ヨーロッパレベルでのメディア集中に関する特定の法律はないが、アムステルダム議定書、視聴覚メディアサービス指令、行動計画など、EUレベルでのメディア集中を抑制するために直接的および間接的に貢献する多くの既存の法的手段がある。
共通のヨーロッパレベルでメディア集中を規制する際、加盟国と欧州委員会（EC）の間で対立がある。加盟国は、メディア集中に関する共通の規制の必要性を公に疑問視していなくても、EU レベルで自国の規制アプローチを組み込むことを推進し、メディア集中の問題に関する規制権限を EU に与えることに消極的である。
欧州評議会によるメディアの多元性を促進し、メディア集中を抑制する取り組みは、1970年代半ばにまで遡る。それ以来、欧州評議会閣僚委員会によるいくつかの決議、勧告、宣言や、専門家グループによる研究がこの問題を取り上げてきた。評議会のアプローチは主に、多様な考えや意見を可能にするためのメディアコンテンツの多元性という観点から、メディアの多元性を定義し保護することに向けられてきた。
欧州連合内では、議論の中で2つの主な立場が浮上した。一方で、欧州議会は、メディアが民主主義システムの機能において果たす重要な役割を考慮すると、この分野の政策は多元性と多様性を保証するために過度の集中を防ぐべきだという考えを支持してきた。他方、欧州委員会は、メディア部門は他の経済分野と同様に市場の調和と自由化の原則に従って規制されるべきだという理解を優先してきた。
実際、メディア集中の問題は、一般的な競争政策と特定のメディア部門のルールの両方によって対処できる。一部の学者によれば、現代のメディアの重要性を考えると、メディア産業における部門固有の競争ルールを強化すべきだ。EU内では、欧州の競争法の一環として、企業間の集中管理に関する理事会規則4064/89/EECがメディア集中のケースも対象としていた。部門固有の規制の必要性は、メディア学者と欧州議会の両方から広く支持されてきた。1980年代、国境を越えたテレビに関する法律を準備する際、多くの専門家と欧州議会議員がEU指令にメディア集中に関する規定を含めるよう主張したが、これらの努力は失敗した。1992年、欧州共同体委員会は「域内市場におけるメディアの多元性と集中-共同体の行動の必要性の評価」という政策文書を発表し、共同体レベルでのメディア集中規制の問題について、具体的な行動をとらない、透明性を規制する行動をとる、法律を調和させる行動をとるという3つの選択肢を示した。これらの選択肢の中から、1番目のものが選ばれたが、この決定をめぐる議論は何年も続いた。理事会規則をメディア集中規制の手段とすることは除外され、1990年代半ばに提案された2つのメディア集中指令案は委員会の支持を得られなかった。その結果、1990年代末までに、共同体レベルでメディア集中を法制化する努力は段階的に廃止された。
現代のメディアの重要性を考えると、一般的な競争政策を超えた部門固有の集中ルールでメディア集中を規制することが正当化されるという考えについて広範な合意があるにもかかわらず、デジタル環境とメディアの収束におけるメディア業界の特殊な進化により、近年、部門固有の規制の必要性は疑問視されている。実際、近年、部門固有のメディア集中ルールはヨーロッパの一部の国で廃止されている。
その結果、学者のハーコートとピカードは、「ヨーロッパ内では、『自国の有力企業』が『米国の脅威に立ち向かう』ために大規模化できるように、所有権に関するルールや制限を撤廃する傾向にある。これは、ヨーロッパ内で所有権に関するルールを緩和する重要な論拠となっている」と論じている。
2002年、欧州議会はヨーロッパレベルでのメディア集中規制の取り組みを再活性化しようと試み、メディア集中に関する決議を採択し、欧州委員会に対し、メディアの多元性とメディア集中に関する幅広く包括的な協議を開始し、2003年末までにこの問題に関する緑書を作成するよう求めた。欧州委員会はこの期限を守ることができなかった。その後数年間、欧州議会と理事会が2007年に採択した国境なきテレビ指令の改正プロセスの中で、メディア集中の問題が議論されたが、議論の中心ではなかった。2003年、欧州委員会は「欧州の規制視聴覚政策の将来」という政策文書を発行し、メディアの多元性を確保するためには、「メディア企業の最大持ち株を設定し、同時に複数のメディア企業の支配的な管理や参加を防止する」ことによって、メディア集中のレベルを制限することを目的とした措置を講じるべきだと強調した。
2007年、欧州委員会は、欧州議会やNGOから提起されたEU加盟国におけるメディア集中とそれが多元主義と言論の自由に及ぼす影響への懸念に反応し、メディアの多元性に関する新たな3段階の計画を開始した。
2009年10月、すべての加盟国にメディアの多元性と言論の自由のための共通の高い基準を設定する欧州連合指令が提案された。この提案は欧州議会で採決にかけられ、わずか3票差で否決された。この指令は自由中道主義者、進歩主義者、緑の党によって支持され、欧州人民党によって反対された。予想外にも、アイルランドの自由主義者はこの指令に反対票を投じたが、その際、アイルランドの右派政権から圧力をかけられていたことを明らかにした。
この議論を受けて、欧州委員会はヨーロッパにおけるメディアの多元性を評価するために採用される指標を特定することを目的とした大規模な詳細な研究を委託し、2009年に発表した。
「加盟国におけるメディアの多元性に関する指標の独立研究-リスクに基づくアプローチに向けて」は、27のEU加盟国の指標と国別報告書のプロトタイプを提供した。何年もの洗練と予備的なテストを経て、この研究はメディア多元性モニター（MPM）という成果を生み出した。これは、欧州大学院のフィレンツェにあるメディアの多元性と自由のセンターが、メディア所有権の集中を含むメディアの多元性に影響を与えるさまざまな側面について毎年実施しているモニタリングである。ある国のメディア所有権の集中がメディアの多元性を実際に妨げるリスクを評価するために、MPMは3つの特定の要素を考慮している。
- 水平的集中、つまり特定のメディア部門（新聞、視聴覚など）内でのメディア所有権の集中。
- 異なるメディア市場にまたがるクロスメディア集中。
- メディア所有権の透明性（英語版）。

2015年、MPMは19のヨーロッパ諸国で実施された。メディア市場の集中の分野でのモニタリング活動の結果は、フィンランド、ルクセンブルク、リトアニア、ポーランド、スペインの5カ国が高リスクに直面していると特定している。チェコ共和国、ドイツ、アイルランド、ラトビア、オランダ、ポルトガル、ルーマニア、スウェーデンの9カ国が中程度のリスクに直面している。最後に、クロアチア、キプロス、マルタ、スロベニア、スロバキアの5カ国だけが低リスクに直面している。2014年に実施されたモニタリングでは、9カ国中7カ国（ベルギー、ブルガリア、デンマーク、フランス、ハンガリー、イタリア、英国）が視聴者集中で高リスクを記録した。

#### 汎欧州グループ
ヨーロッパの視聴覚サービスと企業に関するオンラインの無料データベースであるMAVISEによって収集されたデータに基づく2016年の報告書は、放送分野における汎欧州メディア企業の増加を強調し、それらを異なるカテゴリーに分類している。複数の国にまたがるメディアグループ（例えば、モダン・タイムズ・グループ、CME、10カ国で事業を展開するルクセンブルクに本拠を置くメディアグループであるRTL、サノマなど）は、さまざまな国内市場で重要な役割を果たすチャンネルを支配している。これらのグループは、一般に事業を展開している国で高いシェアを支配しており、既存のチャネルを買収するか、まだ進出していない国に新しい会社を設立することで徐々に成長してきた。RTLグループ、CME、モダン・タイムズ・グループ、サノマの4グループは、19のヨーロッパ諸国（RTLグループ、CME、モダン・タイムズ・グループは17カ国）で主要なプレーヤー（視聴率で上位4位以内）となっている。汎欧州の放送局は、ヨーロッパ全域で独自のアイデンティティと広く認知されたブランドを持って運営されている。そのほとんどは米国に拠点を置き、ヨーロッパ市場での活動を徐々に拡大してきた。多くの場合、これらのグループはコンテンツクリエーターからオリジナルブランドの名を冠したチャンネルを通じてそのコンテンツを提供するまでに進化した。
このような汎欧州グループの例としては、ワーナー・ブラザース・ディスカバリー、パラマウント・グローバル、ウォルト・ディズニー・カンパニーなどがある。汎欧州の流通グループ（ケーブルおよび衛星事業者）は、ケーブル、衛星、IPTVを介してヨーロッパレベルで流通部門で事業を展開している企業である。この分野で事業を展開する主要なプレーヤーの出現は、主にデジタル化のプロセスと特定の規模の経済の恩恵によって可能になった。

#### EUの加盟国

##### チェコ共和国
チェコ共和国では、2007年の時点で新聞と雑誌の約80%がドイツとスイスの企業に所有されていた。主要な出版グループであるヴルタヴァ・ラベ・メディアとマフラは、ドイツのグループラインラント＝プファルツ州印刷出版会社（メディアグループラインランド新聞）によって（完全にまたは部分的に）支配されていたが、その後、それぞれ2015年と2013年にチェコ資本のコングロマリットであるペンタ・インベストメンツとアグロフェルトに買収された。スイスの企業リンギエールが以前所有していた主要メディアのいくつかは、2013年にチェコ・ニュース・センターによる買収によってチェコ資本のものとなった。
- ペンタ・インベストメンツ（英語版）の子会社であるヴルタヴァ・ラベ・メディア（英語版）は、タブロイド紙のŠÍPとŠÍP EXTRA、73の地方日刊紙Deník、その他26の週刊紙[64][65]を所有し、出版社AstrosatとMelinorの主要株主であり[66][67]、Metropolの100%オーナーでもある[68]。また、以前はドイツのVerlagsgruppe Passau（ドイツ語版）[69]（ドイツのNeue Presse Verlags、ポーランドのPolskapresse、スロバキアのPetit Pressも支配している[70]）の一部だったPNS, a.s.を通じて、すべての印刷物の流通を部分的に支配している[71]。
- キプロス登記の企業であるKaprain Chemicalの子会社のマフラ（英語版）は、中道右派の日刊紙であるDnes（英語版）、リドヴェー・ノヴィニ（英語版）[72]、無料紙メトロのチェコ語版、定期刊行物14dní、数誌の月刊誌、TV音楽チャンネル（英語版）オーチコ（英語版）、ラジオ局ExpresradioとRádio Classic FM、いくつかのウェブポータル[73][74]を所有し、ヴルタヴァ・ラベ・プレスとチェコ・ニュース・センターと共同で、流通会社PNSを部分的に支配している[71]。以前はアグロフェルト（英語版）が所有していたが、Kaprain社に買収される前のことである。
- チェコ・ニュース・センター（英語版）は、16のチェコの日刊タブロイド紙と週刊紙（24 hodin、Abc、Aha!、ブレスク（英語版）、Blesk TV Magazin、Blesk pro ženy、Blesk Hobby、Blesk Zdravi、Nedělní Blesk、Nedělní Sport、Reflex、Sport、Sport Magazinなど）と7つのウェブポータルを支配しており、約320万人の読者に到達している。

チェコ政府は、外国人による新聞の所有を資本の自由移動の原則の現れだと擁護してきた。
週刊誌レスペクトはRespekt Mediaによって発行されている。全国のテレビ市場は、2つの公共局（チェコTV1とチェコTV2）と2つの民間局（ノヴァTVとプリマTV）の4つの地上波局が支配しており、視聴者シェアの95％を占めている。成果物の多様性については、いくつかの要因によって制限されている。チェコのジャーナリストの平均的な専門教育レベルの低さは「インフォーマルな専門化」によって補われ、アプローチにある程度の一致をもたらしている。政党は特に印刷メディアにおいてチェコのメディアと強いつながりを持っており、チェコのジャーナリストの50％以上が右派と同一視し、左派に共感を示すのは16％にすぎない。また、商業化と「タブロイド化」のプロセスが進み、チェコの印刷メディアのコンテンツの差別化が低下している。

##### ドイツ
アクセル・シュプリンガー社は、ヨーロッパ最大の新聞出版社の1つで、ヨーロッパの30カ国以上で150以上の新聞や雑誌を保有していると主張している。1960年代と1970年代、同社のメディアは攻撃的な保守政策を追求した（シュプリンガー新聞を参照）。ドイツで唯一の全国紙のタブロイド紙『ビルト』と、ドイツで最も重要な高級紙の1つである『ディ・ヴェルト』を発行している。アクセル・シュプリンガーは、特にザクセン州とハンブルク大都市圏で多くの地方紙も所有しており、後者の場合はデファクトの独占状態にある。2006年、ドイツの2大民間テレビグループの1つであるプロジーベンザット1を買収しようとしたが、規制当局や一部の国民から大きな懸念が示されたため、買収を断念した。同社はまた、ハンガリーで地方紙最大手となっているほか、ポーランドでは最も売れているタブロイド紙『ファクト』、同国で最も重要な高級紙の1つである『ジェンニク』を所有し、第2位の民間テレビ会社であるポルサットの大株主の1つでもある。
ベルテルスマンは世界最大級のメディア企業の1つ。ドイツとオランダの両国で2大民間テレビ会社の1つであるRTLグループを所有し、ベルギー、フランス、英国、スペイン、チェコ、ハンガリーにも資産を持っている。ベルテルスマンはまた、人気ニュース雑誌『シュテルン』や調査報道雑誌『デア・シュピーゲル』の26％の株式を含む、ドイツ最大の大衆雑誌出版社グルーナー・ウント・ヤーも所有している。ベルテルスマンは、英語圏で第1位、ドイツで第2位の書籍出版社ランダムハウスも所有している。

##### ギリシャ
ギリシャでは、「メディア所有の集中度とクロスメディアの集中度が高い」。その主な理由は、多様化と規制緩和の過程で、いくつかの新聞グループが電子メディアに投資するようになったことにある。これは規制の不十分なメディア環境で起こったことである。
印刷部門に関しては、3大プレスグループであるLambrakis Press SA（DOL）、Tegopoulos Publishing、Pegasus SA（Bobolas一族）は、主要地上波チャンネルMEGAの株主でもある。Press Institution SAは地上波チャンネルSTARの株式を保有し、Alafouzos家は地上波チャンネルSKAIといくつかのラジオ局を所有している。インターネットの台頭は、DOL、ペガサス、MEGAチャンネルといった主流出版グループのウェブサイトが最もアクセス数の多いウェブサイトであることから、メディア集中の問題に拍車をかけている。次のデータが示すように、2008年には大手出版社4社が市場の69.7%を支配してたが、2000年には57.3%、1995年には62.9%、1990年には59%であった。このような出版社の出版社は多角化戦略を採用し、他の部門や産業への投資につながった。
印刷部門に関しては、3大印刷グループであるLambrakis Press SA（DOL）、Tegopoulos Publishing、Pegasus SA（Bobolas一族）は、主要地上波チャンネルMEGAの株主でもある。Press Institution SAは地上波チャンネルSTARの株式を保有し、Alafouzos家は地上波チャンネルSKAIといくつかのラジオ局を所有している。インターネットの台頭は、DOL、ペガサス、MEGAチャンネルといった主流出版グループのウェブサイトが最もアクセス数の多いウェブサイトであることから、メディア集中の問題に拍車をかけている[79]、[このような出版社の出版社は多角化戦略を採用し、他の部門や産業への投資につながった[80]。
放送部門については、1980年代後半の規制緩和以降、民間のテレビ局の数が大幅に増加した。しかし、メディアの数が多いにもかかわらず、メディア・シーンは、他の部門でも活動するコングロマリットに属する5つの民間チャンネル（MEGA、Ant1、Alpha、Star、Alter）によって支配されている。
メディア集中の規制に関しては、関連法である法律2328/1995は高水準の集中を防いでいなかったが、より新しい法律3592/2007「メディア事業の集中および免許に関する新法」は、いくつかの古い規制を廃止して規制緩和と市場自由化の機会を増やした。2014年の同法の改正では、（規模の経済や財源の共同利用によって）運営コストの削減が実現するのであれば、同種の電子メディア事業（テレビ、オンライン、ラジオ）間の提携を認めることで、所有権やクロスメディア所有権の要件がさらに緩和された。これは、経済的存続のために大規模なメディア・コングロマリットを作ろうという政府の意図を示すものである。

##### アイルランド
アイルランドでは、インディペンデント・ニュース・アンド・メディア社が、『イブニング・ヘラルド』、『アイリッシュ・インディペンデント』、『サンデー・インディペンデント』、『サンデー・ワールド』、『アイリッシュ・デイリー・スター』など、多くの全国紙を所有している。また、『サンデー・トリビューン』の29.9％を所有している。放送メディアは、いくつかのラジオ局とテレビチャンネルを運営し、2010年代初頭にデジタルラジオとテレビサービスを開始した国営のRTÉ、アイルランド語放送局のTG4、商業テレビ事業者のTV3に分かれている。イーサット・デジフォーン免許論争で一部資産を蓄積したアイルランドの大富豪デニス・オブライエンは、1989年にCommunicorp Group Ltd を設立し、現在、アイルランドのニュース・トーク、トゥデイFM、ダブリンズ98FM、SPIN 1038、SPIN サウスウェストを含む、ヨーロッパ8カ国で42のラジオ局を所有している。2006年1月、オブライエンはトニー・オライリーのインディペンデント・ニュース・アンド・メディア（IN&M）に出資した。2012年5月時点で、同社の29.9％の株式を保有しており、最大株主となっている。オライリー家の株式は約13％である。

##### イタリア
シルヴィオ・ベルルスコーニ前イタリア首相は、イタリア最大（そして事実上唯一）の民間自由テレビ会社メディアセット、イタリア最大の出版社モンダドーリ、イタリア最大の広告会社プブリタリアの筆頭株主である。イタリアの全国紙の1つ『イル・ジョルナーレ』は彼の兄弟のパオロ・ベルルスコーニが、もう1つの『イル・フォリオ』は元妻のヴェロニカ・ラリオが所有している。ベルルスコーニは、自分の政治的経歴を進めるために所有するメディア資産を利用していると批判されることが多い。

##### ラトビア
ラトビアでは所有構造の公表やメディア所有構造の変更の報告に関する拘束力のある規則はない。メディア企業は所有者に関する法的情報を企業登録簿に提供するよう求められているが、これによってメディア企業を所有または経営する法人または自然人に関する透明性が確保されているわけではなく、したがって、すべてのメディア所有者が把握されているわけではない。また、水平集中やクロスメディアの所有についても、具体的な基準値や制限値を示す法律はない。ラトビアのMedia Pluralism Monitor 2015では、メディア所有権の集中については高リスク、クロスメディア所有権の集中およびメディア所有権の透明性については中リスクとされている。
エストニアに本社を置くPostimees Group（2019年までは旧社名Eesti Meedia）とEkspress Gruppが同国で事業を展開する大手メディア企業である。Postimees Groupは、エストニアの製薬王として知られるMargus Linnamäeによって所有されている。ライバルのEkspress Gruppと比較すると、Postimees Groupは、広告ネットワークを含め、エストニアの新聞、テレビ局、ラジオ局、ラトビアとエストニアのオンラインウェブサイトなど、さまざまなメディアカテゴリーにわたってより多くの資産を所有している。2014年には、当時Eesti Meediaとして知られていたものが、汎バルト海通信社Baltic News Service（BNS）を買収し、Linnamäeが所有する投資持株会社UP Investは、市場の70％を握るラトビア最大の通信社LETAを買収した。

##### ルーマニア
ルーマニア市場には多くのメディアがあるが、少数のメディア・コングロマリットが視聴者の大半を支配しており、多元主義は表面的なものにすぎない。メディアの所有権は非常に集中しており、国営広告もリスクをもたらしている。

#### ベラルーシ
1990年代初頭のソビエト連邦解体後の他のポスト・ソビエト諸国とは異なり、ベラルーシはほとんどの国内メディアに対する国家の統制と所有権を維持した。ベラルーシ憲法は国民の言論の自由を保障し、検閲とマスメディアの独占を禁止している。事実上、ルカシェンコ大統領とその政府を批判することは犯罪行為とみなされ、国は「法的不履行」の状態にあり、官僚主義は政治化された判決を用いて独立メディアや政権に完全に忠実なもの以外の声を抑圧している。 メディア所有の透明性を求める特別な法律はなく、政府記録への一般公開の法的保証はない。

#### スロベニア
スロベニアには所有権の集中を制限する法律があるが、欠陥があり、実施も弱い。メディアの所有権は頻繁に変化しており、それを地図化するのは難しいが、かなり集中し、政治化されている。

#### イギリス
イギリスとアイルランドでは、ルパート・マードックが最も売れているタブロイド紙『ザ・サン』と高級紙の『タイムズ』と『サンデー・タイムズ』を所有しているほか、かつては衛星放送ネットワークBSkyBの39％も所有していた。2011年3月、イギリスは条件付きでマードックに残りの61％のBSkyBを買収することを承認した。しかし、その後の出来事（『ニュース・オブ・ザ・ワールド』の不正行為スキャンダルと2011年7月の閉鎖）により、レヴソン調査につながり、この買収は中止された。2019年、イギリス政府はSkyの新たな買収を正式に許可した（Sky Newsの売却を条件とした）にもかかわらず、フォックスはアメリカの複合企業コムキャストに買収額で上回られた。
リーチは、『デイリー・ミラー』、『サンデー・ミラー』、『ザ・サンデー・ピープル』、スコットランドの『サンデー・メール』と『デイリー・レコード』という5つの主要な全国紙と、100以上の地方紙を所有している。月間7300万人のデジタル・リーチがあると主張している。また、『OK! マガジン』、『デイリー・エクスプレス』、『デイリー・スター』も所有している。
これらはリチャード・デズモンドからリーチによって買収された。デイリー・メール・アンド・ジェネラル・トラスト (DMGT)は、『デイリー・メール』、『ザ・メール・オン・サンデー』、『アイルランド・オン・サンデー』、ロンドンの無料日刊紙『メトロ』を所有し、子会社のノースクリフ・メディアを通じて地方メディアの大部分を支配しているほか、ITNの大株主であり、かつてはグローバル・ラジオになる前のGCap メディアの大株主でもあった。
『ガーディアン』はガーディアン・メディア・グループが所有している。
リチャード・デズモンドは、かつて『OK! マガジン』、『デイリー・エクスプレス』、『デイリー・スター』を所有していた。これらは2018年にリーチ・ピーエルシーに売却された。また、チャンネル5も所有していたが、2014年5月1日、バイアコムに4億5000万ポンド（7億5900万ドル）で買収された。
『イブニング・スタンダード』と、以前は印刷されていた『インデペンデント』は、どちらも英露のメディア王エフゲニー・レーベデフが一部を所有している。
BBCニュースは、テレビチャンネルとラジオ局のニュースを制作している。
インディペンデント・テレビジョン・ニュースは、ITV、チャンネル4、チャンネル5のニュースを制作している。
スカイニュースと契約しているインディペンデント・ラジオ・ニュースは、最も人気のある民間ラジオ局のニュースを制作している。ただし、2010年代半ば以降、人気の高い民間局の多くはグローバルが所有しており、特にLBCとLBCニュース、またキャピタルFM、ハート、スムース、ゴールド、ラジオX、キャピタル・エクストラ、クラシックFMなどでも独自のニュースサービスを制作しているため、状況は多少変化している。全国局と地方局の所有権は、前述のグローバル・メディア・アンド・エンターテインメント、バウアー・メディア、ワイアレス・グループ、イギリス唯一の公共サービス・ラジオ放送局であるBBCに支配されている。

### インド
インドでは、一部の政党もメディア組織を所有している。例えば、カライグナル・テレビの所有者は、タミルナードゥ州の元首相M・カルナーニディの側近である。サン・テレビも同様である。SRM大学の所有者でもある国会議員のパチャムトゥは、Pudhiyathalaimurai News Channelに出資している。AMMKの書記長でもあるTTV Dinakaran議員の側近がJaya TVを運営している。 アーンドラ・プラデーシュ州のテルグ語チャンネルのサクシ・テレビは、元州首相の息子と家族が所有している。

### イスラエル
イスラエルでは、アルノン・モゼスがヘブライ語で最も普及している新聞イェディオト・アハロノト、ロシア語で最も普及している新聞ベスティ、ヘブライ語で最も人気のあるニュースウェブサイトYネット、ケーブルテレビ会社ホットの17％を所有している。さらに、モゼスはテレビ会社Reshetを所有しており、イスラエルで最も人気のあるチャンネルであるチャンネル2の2つの運営会社の1つとなっている。

### メキシコ
メキシコには、全国放送のテレビサービス会社がテレビサとアステカの2社しかない。この2社で、国内の商業テレビ局全461局のうち434局（94.14％）を運営している。
二極化の存在については以前から懸念されていたが、2006年に連邦ラジオ・テレビ法の物議を醸す改正が行われ、カデナ・トレスのような新規参入を大幅に阻害したことで、報道界で大騒ぎになった。
テレビサはまた、有料テレビ事業のカブレビシオン（メキシコ）とSKY、出版会社のエディトリアル・テレビサ、テレビサ・ラジオ放送ラジオネットワークを所有しており、国内の多くの地域で事実上のメディア独占状態を作り出している。

### アメリカ合衆国

#### 最近のアメリカ合衆国におけるメディア合併
Frugal Dadのジェイソンによって作成されたインフォグラフィックは、1983年には米国のメディアの90％が50社によって支配されていたが、2011年には90％がわずか6社によって支配されていたと述べている。リストアップされている企業の1つ、ニューズ・コーポレーションは、2013年6月28日に2つの別会社に分割され、出版資産とオーストラリアのメディア資産はニューズ・コープに、放送とメディア資産は21世紀フォックスに引き継がれた。

#### 映画産業
アメリカでは、20世紀初頭からメジャースタジオが映画製作を支配しているが、それ以前は、エジソンのトラストが業界を独占していた時期があった。音楽業界とテレビ業界では、最近メディアの統合事例が見られ、ソニー・ミュージック・エンタテインメントの親会社が音楽部門をベルテルスマンAGのBMGと合併しソニーBMGを設立、トリビューンのThe WBとCBSコーポレーションのUPNが合併しThe CWを設立した。ソニーBMGの場合、主要レコード会社に「ビッグ5」（現在は「ビッグ4」）が存在していたのに対し、The CWの創設は、視聴率を統合し、アメリカのネットワーク（地上波）テレビの「ビッグ4」に立ち向かおうとする試みだった（これは、CWが実際にはビッグ4の1つであるCBSによって部分的に所有されていたという事実にもかかわらず）。テレビでは、放送局と基幹有線局の大多数（全部で100以上）が、フォックス・コーポレーション、ウォルト・ディズニー・カンパニー（ABC、ESPN、FX、Disneyブランドを含む）、ナショナル・アミューズメンツ（パラマウント・グローバルを所有）、コムキャスト（NBCユニバーサルを所有）、ワーナー・ブラザース・ディスカバリー、E・W・スクリップス・カンパニー、ケーブルビジョン（現在はアルティス・ユーエスエーとして知られている）、またはその組み合わせによって支配されている。
ある業界には、独占または寡占の原因ではない大規模な所有者も存在するかもしれない。アイハートメディア（旧クリア・チャンネル・コミュニケーションズ）は、特に1996年電気通信法以降、米国全土で多くのラジオ局を買収し、1,200以上の局を所有するようになった。しかし、米国およびその他の地域のラジオ放送業界は、そのようなプレーヤーの存在に関係なく、寡占的とみなすことができる。ラジオ局は地域的な範囲のものであり、それぞれがFCCから特定の地域の特定の周波数帯域を認可されているため、地域市場はいずれも限られた数の局によってサービスが提供されている。ほとんどの国では、この認可制度により、多くの市場が地域的な寡占状態になっている。テレビ放送、ケーブルシステム、新聞業界も同様の市場構造になっており、いずれも大規模な所有者の存在が特徴的である。これらの業界では、所有の集中がしばしば見られる。

#### 所有権が報道に与える影響
2020年の記事で、ヘルツォークとスケルビニーナは、2017年にCNNが親会社のタイムワーナーとAT&Tの合併可能性について報道したことを、「自己中心的で、自己宣伝的で、自己正当化的だった」と主張した。

### ベネズエラ
ベネズエラのテレビ局とラジオ局の約70％は民間企業に所有されており、現在、国有はわずか5％以下である。残りの局のほとんどは、コミュニティによって所有されている。約10年前、VTVはベネズエラで唯一の国営テレビチャンネルだった。この10年間、現在に至るまで、ベネズエラ政府はさらに5つの局を運営・所有するようになった。
ラジオ部門は商業局が完全に支配している。しかし、ベネズエラ政府は多数のラジオ番組やテレビ局に資金を提供している。ベネズエラの主要新聞は、政府を頻繁に非難する民間企業である。これらのベネズエラで発行されている新聞は、大きな発行部数を持っていない。